# Jadwiga Marszewska-Ziemięcka

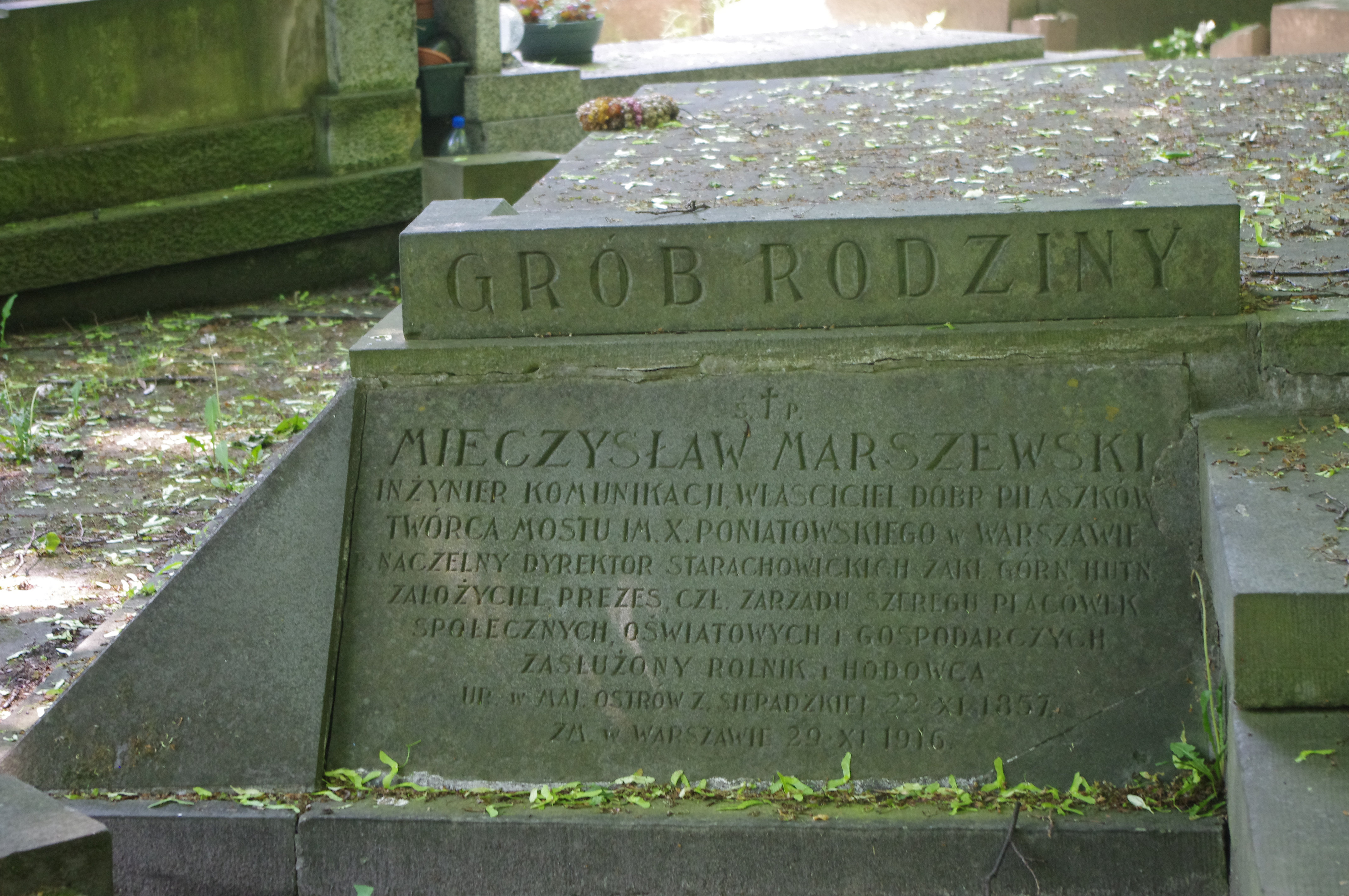
Das Grab der Familie Marszewski auf dem Powązki-Friedhof in Warschau

Jadwiga Marszewska-Ziemięcka (* 30. Juni 1891 in Warschau, Polen; † 13. März 1968 in Lublin, Polen) war eine polnische Biologin und Hochschullehrerin. Sie war Professorin für Mikrobiologie an der Maria-Curie-Skłodowska-Universität in Lublin.

## Leben und Werk
Marszewska-Ziemięcka war die älteste Tochter des Ingenieurs Mieczysław Marszewski und seiner Frau Jadwiga geb. Skarżyńska. Sie besuchte das Gymnasium in Warschau, erlangte die Hochschulreife in Krakau und studierte dann Biologie an der Jagiellonen-Universität. Im Jahr 1919 heiratete sie den Autor und Konsularangestellten Andrzej Ziemięcki. An der Jagiellonen-Universität spezialisierte sie sich bei Emil Godlewski und Wacław Dąbrowski auf Bodenmikrobiologie und promovierte 1923. Die Ergebnisse ihrer Promotion stellte sie 1922 in Prag und 1924 in Rom auf internationalen Konferenzen vor. Von 1924 bis 1927 forschte sie in Paris als Mitarbeiterin des russischen Mikrobiologen Sergiusz Winogradski und untersuchte die Fixierung von freiem Stickstoff durch Nitrobakterien. Gemeinsam mit Winogradski entwickelte sie zur Bestimmung des Düngebedarfs verschiedener Böden anhand der Nitrobakterien als Indikator eine neue Methode, die eine lange Zeit von vielen Laboratorien weltweit verwendet wurde.
Als Delegierte des polnischen Landwirtschaftsministeriums und des Pasteur-Instituts in Frankreich nahm sie 1927 in Washington D. C. an dem ersten Internationalen Kongress für Bodenkunde teil, auf dem sie über die mit Winogradski durchgeführten Forschungsarbeiten berichtete. Im Jahr 1927 wurde sie zur Dozentin an der Universität Posen ernannt, habilitierte sich und erhielt 1930 den Titel einer außerordentlichen Professorin. Zu dieser Zeit forschte sie weiter an der Verwendung von Nitrobakterien als Indikator für die Menge an verfügbarem Phosphor und Kalzium in Böden und untersuchte den Einfluss verschiedener Umweltbedingungen auf Nitrobakterien.
Am Nationalen Forschungsinstitut für landwirtschaftliche Betriebe (PINGW) in Puławy begann sie 1931 als Assistentin an der Fakultät für Landwirtschaft zu forschen und baute das erste polnische Laboratorium für Bodenmikrobiologie auf. Nach der Befreiung 1945 war sie zusammen mit einer Gruppe weiterer Professoren am Aufbau der Maria-Curie-Skłodowska-Universität in Lublin beteiligt und gründete und leitete von 1956 bis 1962 den Lehrstuhl für Mikrobiologie und Agrartechnik an der Landwirtschaftlichen Fakultät, welcher 2019 in das Institut für Genetik und Mikrobiologie umbenannt wurde. Dort forschte sie über die Morphologie, Immunologie und Genetik von Rhizobium sowie den eigentlichen Infektionsmechanismus von Leguminosen und deren Symbiose.
Sie gründete die Zeitschrift Acta Microbiologica Polonica und veröffentlichte Lehrbücher und mehr als 160 Publikationen in den Bereichen Bodenmikrobiologie, Düngung, Impfung von Leguminosen, Geschichte der Mikrobiologie.
Sie war neben der wissenschaftlichen Arbeit kulturell und künstlerisch tätig und studierte Malerei während ihres Studiums in Krakau. Eine Ausstellung von 40 ihrer Werke fand 1966 in Lublin und später im Ausland statt.
Sie starb 1968 in Lublin und wurde auf dem Powązki-Friedhof in Warschau beigesetzt.

## Mitgliedschaften (Auswahl)
- 1927: International Soil Science Society
- seit 1952: Korrespondierendes Mitglied der Polnischen Akademie der Wissenschaften
- seit 1958: ordentliches Mitglied der Polnischen Akademie der Wissenschaften
- Ehrenmitglied der Polnischen Mikrobiologischen Gesellschaft

## Ehrungen und Auszeichnungen (Auswahl)
- Orden des Banners der Arbeit, 2. Klasse
- Kommandantenkreuz des Ordens Polonia Restituta
- Zweimal das Goldene Verdienstkreuz

## Veröffentlichungen (Auswahl)
- Państwowy Instytut Naukowy Gospodarstwa Wiejskiego w Puławach. 1946.
- Drobnoustroje pożyteczne w życiu codziennym. 1951.
- Zarys mikrobiologii gleby TomII. 1948.